# Cultura dos Túmulos
A Cultura dos Túmulos (em alemão, "Hügelgräberkultur") foi uma cultura arqueológica que se desenvolveu na Europa central durante a Idade do Bronze, entre 1600 a.C. e 1200 a.C. Este complexo cultural se espalhou pelas áreas anteriormente ocupadas pela Cultura Únětice: República Tcheca, centro e sul da Alemanha e oeste da Polônia.